# Francisco Luzuriaga
Francisco Cristobal Luzuriaga Quiñonez (Esmeraldas, Ecuador, 20 de mayo de 1978) es un futbolista ecuatoriano. Juega de volante y su equipo actual es el Mushuc Runa de la en la Serie A de Ecuador.

## Clubes
| Club                  | País    | Año         |
| --------------------- | ------- | ----------- |
| Técnico Universitario | Ecuador | 1996 - 2000 |
| Espoli                | Ecuador | 2001        |
| Deportivo Cuenca      | Ecuador | 2002        |
| Técnico Universitario | Ecuador | 2003        |
| SD Aucas              | Ecuador | 2004        |
| Técnico Universitario | Ecuador | 2005 - 2006 |
| Liga de Cuenca        | Ecuador | 2007        |
| Liga de Loja          | Ecuador | 2008        |
| Municipal de Cañar    | Ecuador | 2009        |
| Mushuc Runa           | Ecuador | 2010 -      |